# Lepidodexia turrialba
Lepidodexia turrialba är en tvåvingeart som beskrevs av Guilherme A.M.Lopes 1991. Lepidodexia turrialba ingår i släktet Lepidodexia och familjen köttflugor.
Artens utbredningsområde är Costa Rica. Inga underarter finns listade i Catalogue of Life.